# Rachelle Simpson
Pour les articles homonymes, voir Simpson.
Rachelle Simpson, née le 8 janvier 1988 à San Antonio, est une plongeuse américaine.

## Palmarès
- Championnats du monde
  - Kazan 2015
    -  Médaille d'or en plongeon de haut vol